# Sčítání
Sčítání je jednou ze základních operací v aritmetice. V nejjednodušším tvaru sčítání kombinuje dvě čísla, sčítance, do jednoho čísla, nazývaného součet. Na sčítání více než dvou čísel lze nahlížet jako na opakované sčítání; tuto proceduru můžeme nazvat sumace a obsahuje způsoby sčítání nekonečně mnoha čísel v nekonečných řadách. Opakované sčítání se nazývá násobení.
Opakované přičítání čísla jedna tvoří základní formu počítání.
Sčítání lze rovněž definovat i pro jiné matematické objekty než čísla – např. pro matice nebo polynomy. Bez ohledu na podstatu a počet sčítaných objektů se jednotlivé složky nazývají sčítanci nebo členy. (Na rozdíl od činitelů nebo faktorů používaných při násobení.)
Sčítanec je v matematice název pro vstupní hodnotu (operand) sčítání.
{\displaystyle a+b=a+\underbrace {1+1+1+\dots +1} _{b{\text{ krát }}1}}.
Pokud například {\displaystyle a+b}, pak {\displaystyle a,b} jsou sčítance.

## Označení
Sčítání se zapisuje pomocí znaménka plus („+“). Máme-li čísla a a b, součet pak můžeme zapsat jako a+b.
Velké písmeno Σ (Sigma) označuje sumaci.

## Příklady
- 1 + 1 = 2
- 3 + 0 = 3
- 5 + 4 + 2 = 11
- 5 + (−4) = 1 (přičítání záporného čísla, tj. odečítání)
- 3 × 4 = (3 + 3 + 3 + 3) = 12 (je známo jako násobení)

## Definování sčítání

### Aritmetika
V aritmetice je sčítání binární operace definovaná na množině přirozených čísel, splňující následující podmínky:
1. а + 1 = a'
2. a + b'  = a'  + b = (a + b)'

kde a'  označuje přirozené číslo následující za а.

### Obecná algebra
V algebře se sčítáním může nazývat libovolná binární komutativní a asociativní operace. Jestliže je na této množině definováno také násobení, předpokládá se, že sčítání je vzhledem k němu distributivní.

## Vlastnosti sčítání
Sčítání má následující vlastnosti:
- komutativnost a + b = b + a
- asociativita (a + b) + c = a + (b + c)
- distributivnost vzhledem k násobení: a · (b + c) = a·b + a·c